# سكوت هامبتون
سكوت هامبتون (بالإنجليزية: Scott Hampton)‏ هو فنان قصص مصورة أمريكي، ولد في 10 أبريل 1959 في هاي بوينت في الولايات المتحدة.

## وصلات خارجية
- الموقع الرسمي
- سكوت هامبتون على موقع IMDb (الإنجليزية)